# Дворец льда
Дворец льда (также Айс-палас, Дворец тёплых льдов) — первый каток в Российской империи, работавший круглый год. Находился в саду «Аквариум» на Каменноостровском проспекте в Санкт-Петербурге.

## История
Каток был построен на средства купцов 1 гильдии Александровых в здании театра. Изначально открытие катка планировалось к ноябрю 1911 года, в связи с чем переоборудовался театр «Аквариум». Открытие, широко анонсированное в периодической печати, состоялось 30 декабря 1911 года. Церемония открытия сопровождалась музыкальной программой двух полковых оркестров: духового Лейб-гвардии 3-го стрелкового Его Величества полка и струнного Лейб-гвардии Преображенского полка, а также венгерского оркестра Жана Гулеско и Five o clock tea, играющего джаз. Площадь катка составляла 1000 м².
Стоимость дворца льда составила более 600 тысяч рублей, из которых 200 тысяч стоило оборудование: компрессоры с высокомощными приводными машинами, 8-километровые трубы для охладителей, а также их изолирование. При этом изначально смета предполагала затраты в 360 тысяч рублей. В зал подавался тёплый воздух, круглогодично поддерживающий температуру 16-17 градусов
Дворец льда был построен по аналогии с лондонским National Skating Palace, функционировавшим с конца XIX века по 1910-е гг., когда он был реконструирован в театр «Палладиум».
Строительством дворца льда под руководством инженера-технолога А. Б. Моргулёва занималась немецкая фирма «Квири и Ко» из Эльзаса. Строительные работы и работы с мрамором осуществляли итальянцы Аксерио, художественные отделочные работы — К. А. Вещилов. Электрическое освещение установила фирма «Сименс и Гальске».
При катке был ресторан под руководством шеф-повара Бонэ.
Стоимость билетов варьировалась: с 11 до 19 часов вход стоил 1 рубль, с 20:30 вечера до 1 ночи — уже 2 рубля. В продаже были абонементы: на 30 проходов днем — стоил 20 рублей, на столько же проходов днем и вечером — 30 рублей. Воспитанники высших учебных заведений, учащиеся в форме и дети платили половину от стоимости. По вторникам и пятницам действовали 50-процентные скидки на вход. В летний сезон, с мая, цены на входные билеты снижали в 2 раза.
Владельцы катка привозили на каток известных заграничных конькобежцев.
В 1914 году, после начала Первой мировой войны, в помещении катка был обустроен госпиталь.
В 1917 году каток был выкуплен бывшим артистом Мариинского театра А. М. Давыдовым и переделан в зал для выступлений симфонического оркестра.

## Интерьер и экстерьер
Стены и колонны помещения, в котором катались посетители, были облицованы жёлтым мрамором. В зале были колонны из белого мрамора. Каток освещался массивными бронзовыми люстрами и канделябрами, дающими жёлтый свет. Для обзора катка предусматривался двухъярусный балкон. Также для отдыха гостей были предусмотрены богато оформленные фойе и гостиная. По периметру заведения были столики, куда подавались напитки и закуски.